# Doubrowna
Doubrowna (en biélorusse : Дуброўна, en łacinka : Dubroŭna) ou Doubrovno (en russe : Дубровно ; en polonais : Dubrowna) est une ville de la voblast de Vitebsk, en Biélorussie. Sa population s'élevait à 7 122 habitants en 2017.

## Géographie
Doubrowna est arrosée par le Dniepr et se trouve à 19 km au nord-ouest d'Orcha, à 76 km au sud-sud-est de Vitebsk et à 216 km au nord-est de Minsk.

## Histoire
La première mention écrite de Doubrowna est incertaine et date peut-être de la fin du XIVe siècle. En 1514, elle apparaît comme une place fortifiée frontalière des voïvodies de Vitebsk et de Smolensk. Elle fut plusieurs fois attaquées par des envahisseurs venus de la principauté de Moscou. Au cours de la guerre russo-polonaise (1654-1667), elle fut prise par les Russes et son château fut incendié. Doubrowna prise et incendiée par les Cosaques et les Kalmouks en 1708, pendant la grande guerre du Nord. Doubrowna passa sous la souveraineté de l'Empire russe en 1772 à la suite de la première partition de la Pologne. À partir de 1777, elle fit partie du gouvernement de Moguilev.
Au cours du XVIIIe siècle, Doubrowna devint un important centre de tissage de châles de prière de l'Europe orientale. Mais les conditions de vie des ouvriers tisseurs, qui travaillaient à domicile, étaient difficiles, car ils étaient durement exploités par les marchands qui leur vendaient le fil et achetaient leur production. Au milieu du XIXe siècle, cette industrie occupait 660 personnes à Doubrowna, mais elle subit ensuite la concurrence des châles tissés à la machine et les Juifs commencèrent à quitter la ville. En 1902, une usine de tissage moderne fut créée (Dneprovskoï Manoufaktoury) avec des capitaux provenant de l'Association de colonisation juive et de riches Juifs de Saint-Pétersbourg et de Moscou. Son personnel était à l'origine entièrement juif. Quelque 1 000 personnes y étaient encore employées en 1930 mais la fabrications de châles de prière avait cessé.
Le 1er janvier 1919, conformément à une décision du Parti communiste de Russie (bolchevik), Doubrowna fut rattachée à la république socialiste soviétique de Biélorussie, mais le 16 janvier Moscou fit passer Doubrowna et d'autres territoires ethniquement biélorusses dans les limites de la république socialiste fédérative soviétique de Russie. En 1924, Doubrowna retourna à la RSS de Biélorussie, devenant un centre administratif de raïon et accédant l'année suivante au statut de ville.
Pendant la Seconde Guerre mondiale, la ville fut occupée par l'Allemagne nazie du 16 juillet 1941 au 26 juin 1944. La communauté juive de Doubrowna représentait 57,5 pour cent de sa population en 1897, 39 pour cent en 1926 et 21 pour cent en 1939, soit 2 119 personnes. Peu après le début de l'occupation, les Juifs durent se regrouper dans un ghetto. En décembre 1941, environ 1 500 Juifs furent massacrés. Trois cents travailleurs qualifiés et leur famille furent provisoirement épargnés, mais furent exécutés à leur tour en février 1942 avec l'aide de policiers biélorusses. Doubrowna fut libérée par le troisième front biélorusse de l'Armée rouge, au cours de l'offensive Vitebsk–Orcha.

## Population
Recensements (*) ou estimations de la population :
| 1846  | 1860  | 1897* | 1909  | 1917  | 1923* |
| ----- | ----- | ----- | ----- | ----- | ----- |
| 3 441 | 6 884 | 7 974 | 9 469 | 5 294 | 7 528 |

| 1926* | 1939* | 1959* | 1970* | 1979* | 1989* |
| ----- | ----- | ----- | ----- | ----- | ----- |
| 7 923 | 9 900 | 4 903 | 6 328 | 7 805 | 9 650 |

| 2009* | 2013  | 2014  | 2015  | 2016  | 2017  |
| ----- | ----- | ----- | ----- | ----- | ----- |
| 8 041 | 7 586 | 7 485 | 7 345 | 7 224 | 7 122 |

## Personnalités
- Kazimierz Siemienowicz (c. 1600 - c. 1651), ingénieur militaire lituanien, pionnier de la construction des fusées.
- Menahem Ussishkin (1863-1941), militant sioniste.
- Zvi Zeitlin (1922-2012), violoniste et professeur.